# Geheimnisse des Meeres

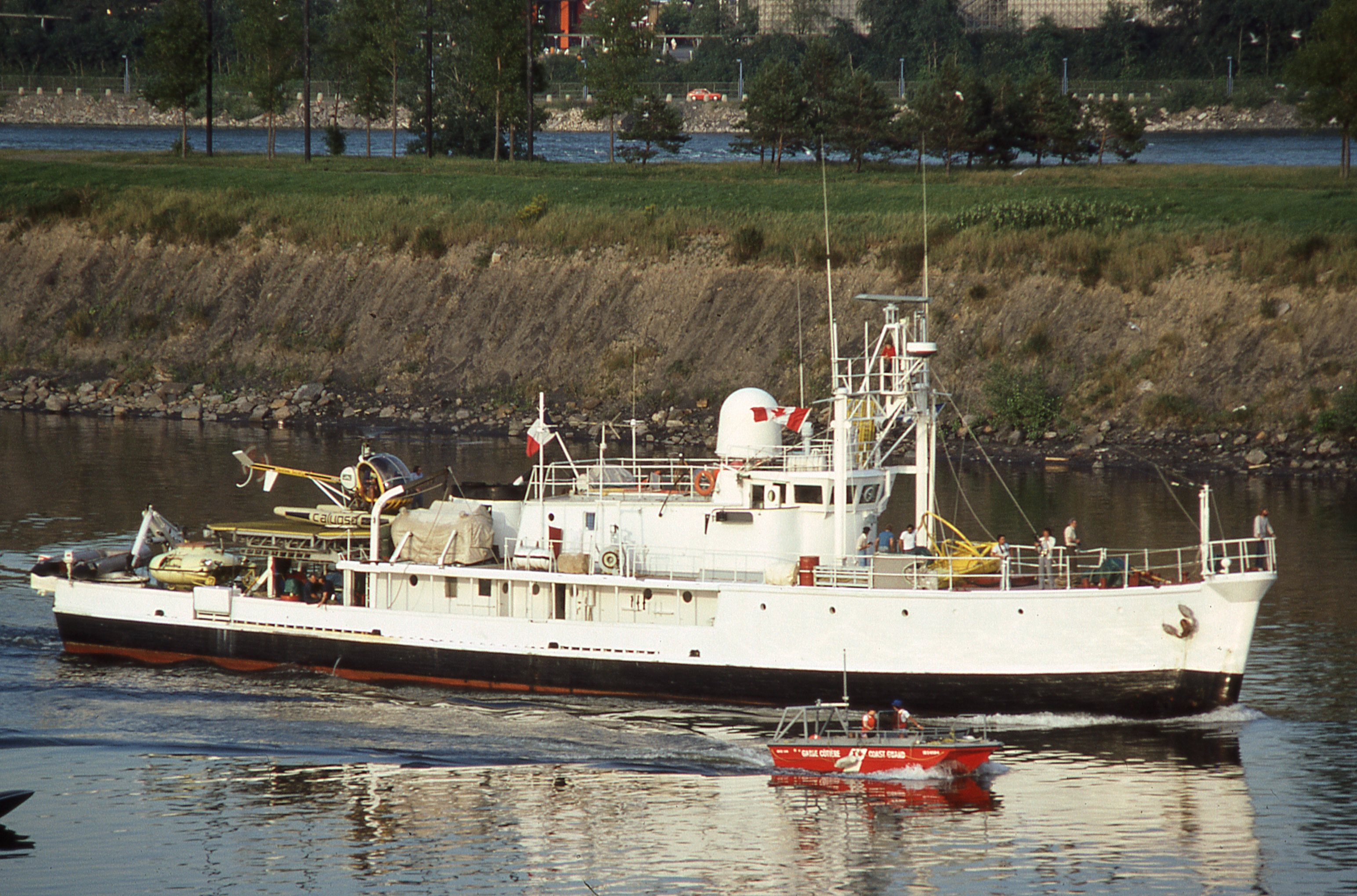
Das Forschungsschiff Calypso (1980)

Geheimnisse des Meeres (fr. L’Odyssée sous-marine de l'équipe Cousteau,  engl. The Undersea World of Jacques Cousteau) war eine Dokumentar-Fernsehserie unter der Regie von Alan Landsburg und Jacques-Yves Cousteau, die ab Oktober 1969 im Programm der ARD ausgestrahlt wurde.

## Episoden
1. Beneath the Frozen World
2. Coral Jungle
3. Desert Whales
4. The Dragons of Galapagos
5. 500 Million Years beneath the Sea
6. The Flight of the Penguins
7. The Green Sea Turtle
8. The Legend of Lake Titicaca
9. Mysteries of the Hidden Reefs
10. The Night of the Squid
11. Octopus Octopus
12. The Return of the Sea Elephants
13. The Sea Birds of Isabela
14. Seals
15. Sharks
16. The Singing Whale
17. The Smile of the Walrus
18. A Sound of Dolphins
19. Sunken Treasure
20. Those Incredible Diving Machines
21. The Tragedy of the Red Salmon
22. The Unsinkable Sea Otter!
23. The Water Planet
24. Whales

## Überlieferung
2008 bzw. 2009 edierte die Firma Alive - Vertrieb und Marketing 26 Episoden der Serie auf Deutsch auf 5 DVD.